# Jakob Gerschow

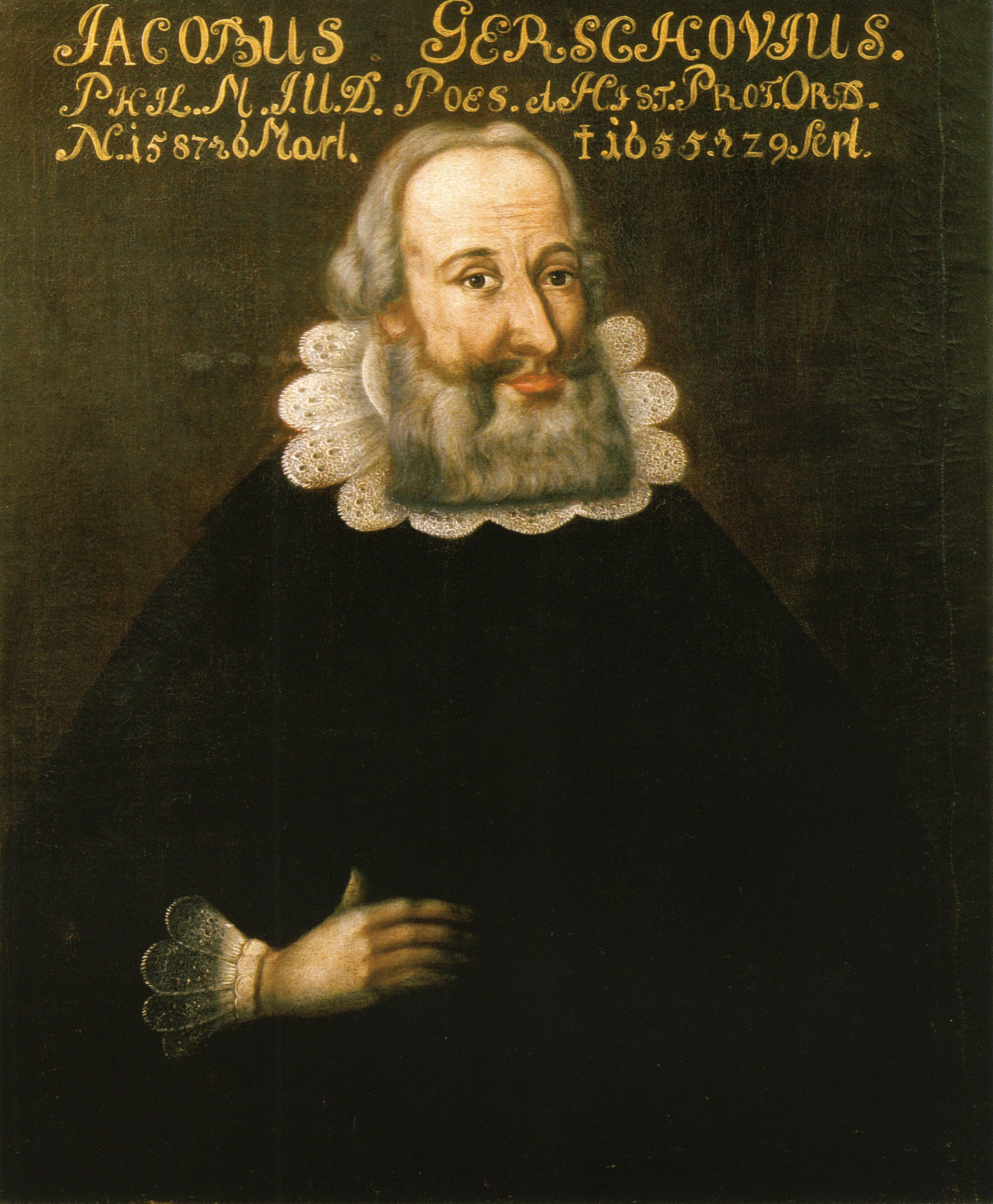
Jakob Gerschow

Jakob Gerschow (* 6. März 1587 in Medow; † 29. September 1655 in Greifswald) war ein deutscher Philologe, Historiker und Jurist.

## Leben
Jakob Gerschow war der Sohn des Lorenz Gerschow, der bis 1625 Pfarrer in Medow war. Nach dem Besuch von Schulen in Medow, Friedland (Mecklenburg) und Stettin studierte er von 1607 bis 1610 an der Universität Greifswald. In Greifswald wohnte er im Haus seines Verwandten, des Professors der Rechte Friedrich Gerschow. Er widmete sich insbesondere den orientalischen Sprachen.
Nach einem kürzeren Aufenthalt in Kopenhagen ging er an die Universität Königsberg. Dort übernahm er die Führung der Söhne eines Herrn von Below auf Münsterberg. In Thorn und Culm erlernte er mit ihnen die polnische Sprache. Mit seinem Cousin Timotheus kehrte er 1612 nach Greifswald zurück. Beide unternahmen eine Bildungsreise durch Deutschland, die Niederlande, England und Frankreich, auf denen sie verschiedene Universitäten besuchten und Kontakte mit Gelehrten knüpften. Jakob Gerschow verfasste 27 Jahre später dazu eine Reisebeschreibung in lateinischer Sprache. An der Universität Straßburg hielt er private Lesungen über die Institutionen sowie zu philosophischen und historischen Themen. Zusammen mit dem ebenfalls aus Pommern stammenden Michael Wudrian studierte er die syrische und die arabische Sprache. Er gab Dichtungen in Hebräisch heraus.
Nach der Promotion zum Magister durch den Dekan Johann Ludwig Hawenreuter unternahm er kürzere Reisen nach Schwaben und Lothringen. Sein Vorhaben, weitere französische Universitäten zu besuchen, musste er wegen Kriegsunruhen aufgeben. Er wandte sich nach Basel, wo er den Orientalisten Johann Buxtorf den Älteren kennenlernte. Von dort ging er nach Speyer, wo er in Begleitung der Rechtsgelehrten Johann und Daniel Fabricius, die Prozessabläufe am Reichskammergericht kennenlernte. Anschließend kehrte er über Heidelberg, Mainz, Trier, Amsterdam und Hamburg nach Pommern zurück.
1617 wurde er als Konrektor an die Greifswalder Stadtschule berufen. Nebenher widmete er sich historischen und poetischen Arbeiten, für die er zum „poeta laureatus Caesareus“ ernannt wurde. 1619 erhielt er an der Universität Greifswald die Professur der Poetik und der klassischen und orientalischen Sprachen. 1626 übernahm er zusätzlich die außerordentliche Professur der Geschichte. Mehrfach war er Dekan der philosophischen Fakultät. Während seiner Amtszeit als Rektor der Universität 1633 übertrug Herzog Bogislaw XIV. von Pommern der Universität mit dem Amt Eldena die Güter des 1535 säkularisierten Klosters Eldena.
Wegen des Niedergangs der Universität im Dreißigjährigen Krieg, trug er sich mit der Absicht, seinen Unterhalt als Anwalt zu verdienen. Da die Greifswalder Universität seinem Wunsch nach Promotion zum Doktor der Rechte nicht entsprach, ging er an die Universität Franeker, wo er 1635 promoviert wurde. Im Herbst desselben Jahres erhielt er in Greifswald die ordentliche Professur der Geschichte. Wegen der allgemeinen schlechten durch den Krieg bedingten Lage in Stadt und Land ging er 1638 nach Lübeck und Schleswig-Holstein. Am Hofe Friedrichs III. machte er die Bekanntschaft eines persischen Schahs und eines von Zypern stammenden Griechen, bei denen er seine Sprachkenntnisse erweiterte. Nach Aufenthalten in Eutin, Kiel und Oldenburg in Holstein kehrte er 1639 wieder an die Universität Greifswald zurück. Dort wurde er 1646 erneut Rektor der Hochschule. Wegen Krankheit musste er 1652 sein Lehramt für Poesie aufgeben.
Jakob Gerschow war seit 1621 mit Ilsabe Bosselmann verheiratet.

## Schriften (Auswahl)
- Tokeologica illustrium universalis. 1624.
- Centuria Athenaea. 1624.
- Pomero-Tokeologia. 1625.
- Ill. quadragenarius Atlanticus. 1626.
- Series rectorum acad. Gryph. 1634.
- Psalterii Davidici haxaglotto et decastyli decas prima. Jäger, Greifswald 1640.
- Recensio conditorum centum et viginti academiarum. 1649.

Zu Ehren verstorbener Personen verfasste Gerschow zahlreiche Genealogien, die zum Teil in der Sammlung Vitae Pomeranorum erhalten sind.